# Lane Adams
Lane Weston Adams (né le 13 novembre 1989 à Talihina, Oklahoma, États-Unis) est un voltigeur de baseball sous contrat chez les Yankees de New York de la Ligue majeure de baseball.

## Carrière
Lane Adams est un repêché par les Royals de Kansas City au 13e tour de sélection en 2009. Il fait ses débuts dans le baseball majeur avec les Royals le 1er septembre 2014. Il apparaît dans 6 matchs de l'équipe. Employé comme coureur suppléant, il marque un point. Il obtient 3 passages au bâton, sans frapper de coup sûr.
Après une saison 2015 jouée dans les ligues mineures avec des clubs affiliés aux Royals, Adams est réclamé au ballottage par les Yankees de New York le 15 janvier 2016.